# Beriev R-1
Le Beriev R-1 est un hydravion biréacteur avec coque à 2 ponts. Il fut le premier hydravion à coque équipé de turboréacteurs, sur une cellule dérivée du Beriev Be-6. Conçu pour la reconnaissance et la destruction de cibles ennemies, il reste un prototype.